# クロッシングフィンガーズ
クロッシングフィンガーズは1990年代〜、商品・社会システム開発を提供者本位ではなく、消費者本位にして行くことの重要性を提唱した団体。メンバーが障害福祉関連に懇意であったこともあり、障害・難病等による情報弱者へのIT情報格差（デジタルデバイド）解消について等、メッセージを送り出していた。ユーザーエンパワーメント（User Empowerment）・アクセシビリティ・ユーザビリティの啓発と、実証実験、障がい者関連活動支援等のグループとして存在してきた。
代表者として、石田優子（テクニカルライター・当時マイクロソフト Microsoft Help MVP(Most Valuable Professional)）。役員として、氷川剛（コミュニティデザイナー）、桂川正人（PRコンサルタント）。石田京愛（俳人）・伊藤芳浩（IT関連）等、多くの有志が参加した。
2014年〜　役員決定で、ドメインを新しい人物に移管した。

## 過去の活動
- シンポジウム・講演・記事執筆(官公庁・マスメディア・大企業 等)
- ユーザー意見収集及び解析(大企業)
- 企業広報仕様アドバイス(大中小企業)
- 広報ユーザーテスト(大企業)

## ドメイン
crossingfingers.org/　（現在未公開）

（一時期　crossingfingers.net　）

## 命名由来
人差し指に、中指を重ねるフィンガー・サイン「クロッシングフィンガー」は、「あなたの先の幸運を祈ります」の意。

## 関連書籍
1. ウェブ・ユーザビリティ&アクセシビリティ・ガイドライン―誰もが使いやすく、アクセスしやすいウェブサイトをデザインするための80の指針 単行本 – 石田 優子 (著) 出版社: 毎日コミュニケーションズ (2003/04) ISBN 4839910251

等々。